# Teofilo Bruni
Teofilo Bruni (Verona, 1569 – Vicenza, 1638) foi um matemático e astrônomo italiano.

## Vida
Nascido em Verona, foi um frade capuchino conhecido pelo nome Raffaele.
Escreveu principalmente sobre matemática e astronomia, e publicou um livro sobre relógios e outros instrumentos baseado em conceitos matemáticos.

## Obras
- Bruni, Teofilo (1622). Armonia astronomica e geometrica. In Venetia: Giovanni Varisco, Varisco Varisco
- Bruni, Teofilo (1625). Novo planisferio, o Astrolabio universale. In Vicenza: Francesco Grossi